# Orfeo Amadò
Enrico Orfeo Amadò (Lugano, 16 marzo 1908 – 16 luglio 1979) è stato un architetto svizzero.
Figlio di Antonio Francesco, capomastro, e di Eugenia Zarri di Nerocco. Ha studiato al Bauhaus Weimar.
Dal 1932 apre uno studio in proprio a Lugano.

## Opere
- 1932-1933: Case d'appartamenti a Lugano (piazzale Milano);
- 1933: a Magliaso in Via Muraglione le residenze Villa la Radura e Casa Camelia edificate nel 1933[1];
- In via Curti n. 19/via Fusoni n. 4 a Lugano la Casa d'appartamenti, esempio di edilizia abitativa improntata ad un moderno razionalismo derivato dai corsi al Bauhaus, realizzata nel 1933, si affaccia su piazzale Paride Pelli con un fronte simmetrico contraddistinto dalle fasce orizzontali dei balconi arrotondati[2].
- 1957 Motel Vezia a Vezia. Un moderno albergo per automobilisti, disegnato facendo capo allo stile Bauhaus e ispirandosi a tipici Motel Americani. Il Motel esiste ancora, oggi chiamato Hotel Vezia, mantenendo le caratteristiche originali curate nei minimi dettagli dalla familia Wilke, ora in seconda generazione. Fa parte del patrimonio culturale ticinese della STAN (Società Ticinese per le Arti e la Natura)-